# Aimée Antoinette Camus
Aimée Antoinette Camus, född den 1 maj 1879 i L'Isle-Adam, död den 17 april 1965, var en fransk botaniker, främst känd för sina studier av orkidéer.
Hon var dotter till botanikern Edmond-Gustave Camus, som fick henne att intressera sig just för orkidéer. Aimée Antoinette Camus arbetade med bland andra Paul Bergon och Paul Henri Lecomte.
Auktorsnamnet A.Camus kan användas för Aimée Antoinette Camus i samband med ett vetenskapligt namn inom botaniken; se Wikipediaartiklar som länkar till auktorsnamnet.